# Center Point (Indiana)
Center Point ist eine Stadt im Clay County in Indiana in den USA. Sie ist Teil der Terre Haute Metropolitan Statistical Area.

## Geschichte
Center Point wurde 1856 parzelliert. Der Name leitet sich von seiner Lage nahe dem geografischen Zentrum des Countys ab.
Seit 1991 besteht mit dem Exotic Feline Rescue Center ein Reservat für Großkatzen.

## Geografie
Center Point hat eine Gesamtfläche von 1,97 km², davon 1,92 km² (97,37 %) Land und 0,05 km² (2,63 %) Wasser.

## Demografie

### Bevölkerungsentwicklung
| Jahr | Einwohner | %±      |
| ---- | --------- | ------- |
| 1870 | 226       | —       |
| 1880 | 295       | 30,5 %  |
| 1890 | 517       | 75,3 %  |
| 1900 | 600       | 16,1 %  |
| 1910 | 414       | −31,0 % |
| 1920 | 371       | −10,4 % |
| 1930 | 372       | 0,3 %   |
| 1940 | 332       | −10,8 % |
| 1950 | 297       | −10,5 % |
| 1960 | 268       | −9,8 %  |
| 1970 | 275       | 2,6 %   |
| 1980 | 242       | −12,0 % |
| 1990 | 278       | 14,9 %  |
| 2000 | 292       | 5,0 %   |
| 2010 | 242       | −17,1 % |
| 2020 | 213       | −12,0 % |